# Обдурені
«Обдурені» (латис. «Pieviltie») — радянський чорно-білий фільм 1961 року, знятий на Ризькій кіностудії. В СРСР в 1961 році фільм подивилися 20,5 млн глядачів, він зайняв 32-й рядок у лідерах кінопрокату.

## Сюжет
Молодий вчитель Яніс, який тільки що закінчив в Москві педагогічний інститут, повертається в рідне Латгальське село Нові Гудани і починає працювати в школі. Але за час його відсутності село змінилося — всюди він бачить чорні сутани ченців. Черниці сидять у головах його хворої матері. Його кохана дівчина Лієніте одягнена в чорне вбрання послушниці і стала «сестрою Анною». А друг дитинства Антон став ксьондзом. Між школою і церквою — вчителем Янісом і Ксьондзом Антоном, тонким психологом, починається боротьба за хворобливого, але надзвичайно обдарованого хлопчика-скульптора Андріса — невизнаний в школі, він знаходить увагу до свого таланту в церкві. Одночасно сестра Анна не може змиритися з пануванням в стінах монастиря лицемірства, і тікає з обителі…

## У ролях
- Астріда Кайріша — Лієніте, у черництві сестра Анна
- Едуардс Павулс — Яніс, вчитель
- Валдемарс Зандбергс — Антон, ксьондз
- Велта Ліне — сестра Беате
- Катерина Бунчук — ігуменя
- Альфред Віденієкс — ксьондз Домінік
- Микола Барабанов — єпископ
- Зігріда Стунгуре — Марія
- Гунарс Плаценс — Гунар
- Яніс Грантіньш — вчитель
- Еріка Ферда — епізод

## Знімальна група
- Режисери — Ада Неретнієце, Маріс Рудзітіс
- Сценаристи — Візма Белшевіца, Яніна Маркулан
- Оператор — Вадим Масс
- Композитор — Ромуалдс Грінблатс
- Художник — Герберт Лікумс